# Оганян, Каджик Мартиросович
Ка́джик Мартиро́сович Оганя́н (род. 27 октября 1953 года в с. Ашотаван, Сисианский район, Армянская ССР, СССР) — советский и российский философ и социолог, специалист в области методологии научных исследований, социальных технологий,социального менеджмента, прикладной и отраслевой социологии. Доктор философских наук, профессор. Основатель научной школы: «Социальные технологии и современное общество».

## Биография
Родился 27 октября 1953 года в селе Ашотаван Сисианского района Армянской ССР.
В 1976 году с отличием окончил физический факультет  Армянского государственного педагогического института им. Х. Абовяна.
В 1982 году с отличием окончил  факультет психологии Ленинградского государственного университета им. А. А. Жданова.
С 1981 года работал в Ленинградском государственном университете, заводе-ВТУЗе при Ленинградском металлическом заводе.
В 1983 году окончил аспирантуру философского факультета Ленинградского государственного университета имени А. А. Жданова.
С 1987 года преподавал в Ленинградской высшей партийной школе философские и психологические дисциплины в должности ассистента, доцента (1991—1992 гг.).
В 1991 году защитил диссертацию на соискание учёной степени доктора философских наук по теме «Виды естественнонаучного знания и их взаимосвязь» (Специальность 09.00.08. — «Философия науки и техники»).
В 1992 году присвоено учёное звание профессора кафедры философии и социальных технологий.
В 1992—2002 годах — профессор, основатель и заведующий кафедрой философии и социальных технологий, декан  факультета социальных технологий, а с 1997 по 2000 год — проректор по научной работе Санкт-Петербургского государственного института сервиса и экономики.
В 1992—2002 годы — член президиума УМО по образованию в области социальной работы и эксперт по социальной работы Министерство образования РФ.
С 1992 года был членом диссертационного совета по защите кандидатских диссертаций при Московском государственном университете сервиса по социологическим наукам - 22.00.04 - Социальная структура, социальные институты и процессы.
С 1995 по 2000 год прошёл стажировку по линии Европейского Союза и фонда Сороса по проблеме менеджмента социальной защиты населения в университетах Франкфурта-на-Майне, Клермонт Феррансе, Стокгольма, Копенгагена и Хельсинки.
С 1995 года действительный член Балтийской международной педагогической академии.
С 1997 года действительный член Академии социального образования РФ.
С 2000 года действительный член Национальной академии ювенологии.
С 1997 по 2000 год был председателем диссертационного совета по защите кандидатских диссертаций при Санкт-Петербургском государственном институте сервиса и экономики по социологическим наукам - 22.00.04 - Социальная структура, социальные институты и процессы; 22.00.06 – Социология культуры и духовной жизни.
В 2002—2004 годах — декан гуманитарного факультета Санкт-Петербургского государственного инженерно-экономического университета.
С 2002 года по 2012 годы — заведующий кафедрой социологии Санкт-Петербургского государственного инженерно-экономического университета.
С февраля 2008 года — председатель диссертационного совета по защите докторских диссертаций при СПбГИЭУ по социологическим наукам - 22.00.08 – Социология управления.
С августа 2012 года — заведующий кафедрой Института управления (ИНЖЭКОН) Санкт-Петербургского государственного экономического университета.
Автор и соавтор свыше 360 научных, учебных и методических трудов. В том числе: 21 монографий ; научный редактор 8 сборников научных трудов; 20 учебников учебных пособий (в том числе с грифом УМО и Министерства образования и науки РФ).
Под научным руководством К. М. Оганяна подготовлено к защите 15 диссертантов.

## Награды
- Действительный член Балтийской международной педагогической академии (1995), Действительный член Академии социального образования РФ (1997)
- действительный член Национальной академии ювенологии (2000)
- Заслуженный деятеля науки РАЕ (2007)[1]
- Действительный член Академии проблем гуманизма (Ереван), (2009)
- Диплом «Золотая кафедра России» (2009)
- «Лучшая кафедра по международной деятельности в 2009/2010 учебном году». Выдан диплом в номинации «Дружба народов» за плодотворную работу по заключению договоров о сотрудничестве с зарубежными вузами;
- Действительный член РАЕ (2010)
- Дипломпризнания научной школы в СПбГИЭУ «Социальные технологии и современное общество» (2010)
- Заслуженный деятель науки и образования Европейской академии естественной истории (European Academy of Natural Hystory, сертификат № 0002415) (2011)
- Диплом за второе место на  Конкурсе «105 лучших УМК дисциплин» июнь 2011.
- член международной Академии философии (Ереван, 2013 г.)
- Почётныё орденскиё знак «ЗА ВЕРУ И ЛЮБОВЬ К ОТЕЧЕСТВУ» Объединенного комитета «Общественное признание» за выдающиеся заслуги и большой личный вклад в развитие и укрепление гражданского общества в России( 2013).
- Заслуженный работник высшей школы Российской Федерации.

## Научные труды

### Диссертации
- Оганян К. М. Виды естественнонаучного знания и их взаимосвязь : автореферат дис. ... доктора философских наук : 09.00.08. — М., 1991. — 34 c.

### Монографии
- Бойко В. В., Оганян К. М., Копытенкова О. И. Социально защищенные и незащищенные семьи в изменяющейся России. — СПб. : Сударыня, 1999. — 234, [2] с. : табл. ISBN 5-87499-041-0
- Оганян К. М. Социология социальной сферы. — СПб., Лань, 2005.
- Манько Ю. В., Оганян К. М. Теория и практика социальной работы. — СПб. : ИД. "Петрополис", 2008. - 274 с. : ил., табл. ISBN 5-9676-0135-X, ISBN 978-5-9676-0135-4, ISBN 978-5-9676-0135-X (ошибоч.)
- Социальные технологии и современное общество : монография / [К. М. Оганян и др.] ; Федеральное агентство по образованию, Гос. образовательное учреждение высш. проф. образования "Санкт-Петербургский гос. инженерно-экономический ун-т". — СПб. : СПбГИЭУ, 2008. — 575, [3] c. : ил., табл. ISBN 978-5-88996-849-8
- Социология и психология управления [Текст] : монография / [К. М. Оганян и др.] ; под общ. ред. К. М. Оганяна ; Федеральное агентство по образованию, Гос. образовательное учреждение высш. проф. образования "Санкт-Петербургский гос. инженерно-экономический ун-т". — СПб. : СПбГИЭУ, 2010. — 256, [2] с. : табл. ISBN 978-5-88996-982-2
- Управление развитием социальной сферы региона: социологический анализ : коллективная монография / [Оганян К. М. (рук.) и др.] ; Федеральное агентство по образованию, Гос. образовательное учреждение высш. проф. образования "Санкт-Петерб. гос. инженерно-экономический ун-т", Фил. Санкт-Петербургского гос. инженерно-экономического ун-та в г. Череповце. — Череповец : ИНЖЭКОН-Череповец, 2010. — 557 с. ISBN 978-5-902459-12-5

### Учебные пособия
- Оганян К. М., Стрельцов Н. М. Занятость населения и её регулирование. Учебное пособие. — СПб., 2001.
- Оганян К. М. Философия человека : Учеб. пособие / М-во образования Рос. Федерации. С.-Петерб. гос. инженер.-экон. ун-т. — СПб. : СПбГИЭУ, 2003 (ИзПК СПбГИЭУ). — 109, [1] с. : ил. ISBN 5-88996-396-1
- Оганян К. М., Маргулян Я. А., Ожаровская С. Е. Социальная политика государства : учеб. пособие / под ред. Я. А. Маргуляна; М-во образования Рос. Федерации, С.-Петерб. гос. инженер.-экон. ун-т. — СПб. : СПбГИЭУ, 2004 (ИзПК СПбГИЭУ). — 77, [2] с. ISBN 5-88996-433-X
- Астафьев А. К., Бранский В. П., Оганян К. М. Социальная синергетика : учеб. пособие / под ред. К. М. Оганяна ; М-во образования и науки Рос. Федерации, С.-Петерб. гос. инженер.-экон. ун-т. — СПб. : СПбГИЭУ, 2004 (ИзПК СПбГИЭУ). — 98, [1] с. ISBN 5-88996-477-1; СПб.: Петрополис, 2010. - 192 с. ISBN 978-5-9676-0227-6; СПб.: Петрополис, 2010. - 192 с. ISBN 978-5-9676-0227-6
- Оганян К. М., Абабков Ю. Н. Социология социальной сферы : учеб. пособие / М-во образования и науки Рос. Федерации, С.-Петерб. гос. инженер.-экон. ун-т. — СПб. : СПбГИЭУ, 2004 (ИзПК СПбГИЭУ). — 74, [3] с. : табл. ISBN 5-88996-465-8
- Маргулян Я. А., Оганян К. М., Миронов Д. В. Социальная антропология : учеб.-метод. пособие / С.-Петерб. гос. инж.-экон. ун-т. — СПб. : СПбГИЭУ, 2005 (СПб. : ИзПК СПбГИЭУ). — 77 с. ISBN 5-88996-563-8
- Оганян К. М., Маковецкий Е. А. Общая социология: учебное пособие / под ред. К. М. Оганяна; Федеральное агентство по образованию, Гос. образовательное учреждение высш. проф. образования "Санкт-Петербургский гос. инженерно-экономический ун-т". — Санкт-Петербург : СПбГИЭУ, 2006. — 257, [1] с. ISBN 5-88996-613-8
- Оганян К. М., Манько Ю. В. Социология молодежи : учебное пособие /  Федеральное агентство по образованию, Гос. образовательное учреждение высш. проф. образования "Санкт-Петербургский гос. инженерно-экономический ун-т". — СПб.: СПбГИЭУ, 2006. — 406, [1] с. : ил., табл. ISBN 5-88996-664-2
- Оганян К. М., Григорьев А. Д. Теории социального развития : учебное пособие / Федеральное агентство по образованию, Гос. образовательное учреждение высш. проф. образования "Санкт-Петербургский гос. инженерно-экономический ун-т". — СПб.: СПбГИЭУ, 2006. — 158, [1] с. : ил., табл. ISBN 5-88996-626-X
- Оганян К. М. Методика преподавания социологии : учебное пособие / Федеральное агентство по образованию, Гос. образовательное учреждение высш. проф. образования "Санкт-Петербургский гос. инженерно-экономический ун-т". — СПб.: СПбГИЭУ, 2007. — 193, [1] с. ISBN 978-5-88996-736-1
- Оганян К. М., Стрельцов Н. М. Занятость населения и её регулирование : учебное пособие для студентов вузов, обучающихся по социологическим и экономическим специальностям / М-во образования и науки Российской Федерации, Гос. образовательное учреждение высш. проф. образования "Санкт-Петербургский гос. инженерно-экономический ун-т". — Изд. 2-е. — СПб. : Бизнес-пресса, 2008. — 371 с. : ил., табл. — (Учебник XXI века : серия). ISBN 978-5-91584-004-0
- Оганян К. М. Исследование социально-экономических и политических процессов : учебное пособие / Федеральное агентство по образованию, Гос. образовательное учреждение высш. проф. образования "Санкт-Петербургский гос. инженерно-экономический ун-т". — СПб.: СПбГИЭУ, 2008. — 145, [1] с. : табл. ISBN 978-5-88996-775-0
- Оганян К. М., Стрельцов Н. М. Социальные проблемы занятости : учебное пособие для студентов высших учебных заведений, обучающихся по специальности 040201-Социология / Федеральное агентство по образованию, Гос. образовательное учреждение высш. профессионального образования "Санкт-Петербургский гос. инженерно-экономический ун-т". - Санкт-Петербург : СПбГИЭУ, 2008. — 306, [1] с. : ил., табл. ISBN 978-5-88996-766-8
- Оганян К. М. Социальные технологии : учебное пособие / Федеральное агентство по образованию, Гос. образовательное учреждение высш. проф. образования "Санкт-Петербургский гос. инженерно-экономический ун-т". — СПб.:СПбГИЭУ, 2008. — 332, [1] с. : ил., табл. ISBN 978-5-88996-805-4
- Оганян К. М. Социология и психология управления. Психологический тренинг: теория и практика : [учебное пособие] / М-во образования и науки Российской Федерации, Федеральное агентство по образованию, Гос. образовательное учреждение высш. проф. образования "Санкт-Петербургский гос. инженерно-экономический ун-т". — СПб.: Бизнес-пресса, 2008. — 237 с. : ил., табл. ISBN 978-5-91584-005-7
- Оганян К. М. Теория и практика социальной работы : практикум / Санкт-Петербургский государственный инженерно-экономический университет. — СПб. : СПбГИЭУ, 2009. — 145 с. ISBN 978-5-88996-888-7
- Оганян К. М., Маргулян Я. А. Социальная политика государства [Текст] : учебное пособие / М-во образования и науки Российской Федерации, Гос. образовательное учреждение высш. проф. образования "Санкт-Петербургский гос. инженерно-экономический ун-т". — 2-е изд., доп. — СПб. : СПбГИЭУ, 2011. — 183 с. ISBN 978-5-9978-0377-3
- Оганян К. М. Философия человека: учебное пособие / М-во образования и науки Российской Федерации, Гос. образовательное учреждение высш. проф. образования "Санкт-Петербургский гос. инженерно-экономический ун-т". — СПб. : СПбГИЭУ, 2011. — 148, [1] с. : ил., табл. ISBN 978-5-9978-0134-2
- Оганян К. М. Методология и методика социологического исследования : учебное пособие / М-во образования и науки Российской Федерации,Федеральное гос. бюджетное образовательное учреждение высш. проф. образования "Санкт-Петербургский гос. инженерно-экономический ун-т". - 2-е изд. — СПб.: СПбГИЭУ, 2012 (СПб. : ИзПК СПбГИЭУ). — 290, [1] с. : ил., табл. ISBN 978-5-9978-0429-9
- Оганян К. М. Социальные технологии: учебное пособие. — 2-е изд. — СПб.:Изд-во СПбГЭУ, 2013. — 252 с. ISBN 978-5-9978-0628-6
- Оганян К. М., Маргулян Я. А. Управление социальной сферой региона (социологический анализа): Учебное пособие. – СПб.: Изд-во СПбГЭУ, 2013. — 234 с. ISBN 978-5-9978-0627-9
- Оганян К. М. Управление интеллектуальными ресурсами организации: учебник. — СПб.: Изд-во СПбГЭУ, 2013.  – 303 с. ISBN 978-5-9978-0644-6
- Оганян К. М. Общая социология. Учебное пособие с грифом УМО по классическому университетскому образованию. / 4-е изд.. — М.: ИНФРА-М, 2013. — 236 c. ISBN 978-5-16-005783-5

### Научная редакция
- Социальные технологии: теория и практика. Тезисы докладов / Отв. ред.: К. М. Оганян, С. С. Бразевич, С. Н. Войцеховский. — СПб.: СПбГИЭУ, 2003. — 212 с.
- Социальные технологии и современное общество. Выпуск 1, сборник научных трудов. / Отв. ред. К. М. Оганян. — СПб.: СПбГИЭУ, 2003. – 200 с.
- Социальные технологии и современное общество. Выпуск 2, сборник науч. трудов. / Отв. ред. К. М. Оганян. — СПб.: СПбГИЭУ, 2005. – 376 с.
- Социальные технологии и современное общество. Выпуск 3 сборник науч. трудов. / Отв. ред. К. М. Оганян. — СПб.: СПбГИЭУ, 2007. — 425 с.
- Социальные технологии и современное общество : сб. науч. тр. / Федер. агентство по образованию, Гос. образоват. учреждение высш. проф. образования "С.-Петерб. гос. инженер.-экон. ун-т" ; [редкол.: К. М. Оганян (отв. ред.) и др.]. — СПб. : СПбГИЭУ, 2005- (ИзПК СПбГИЭУ). ISBN 5-88996-516-6
- Санкт-Петербургский государственный университет культуры и искусств. Труды / М-во культуры Рос. Федерации ; Санкт-Петербургский гос. ун-т культуры и искусств. — Т. 169: Мировая политика и идейные парадигмы эпохи : сборник статей / [науч. ред. Оганян К. М.]. — СПб. : СПбГУКИ, 2006. — 470 с. ISBN 5-94708-073-7
- Homo Eurasicus в сакральных ландшафтах древности : материалы Научно-практической конференции с международным участием, 26 октября 2010 года / М-во образования и науки Российской Федерации, Гос. образовательное учреждение высш. проф. образования "Санкт-Петербургский гос. инженерно-экономический ун-т" ; [редкол.: К. М. Оганян (отв. ред.) и др.]. — СПб.: : СПбГИЭУ, 2011. — 155 с. : ил., табл. ISBN 978-5-9978-0120-5
- Homo Eurasicus в прошлом и настоящем : материалы научно-практической конференции с международным участием, 26 октября 2011 года / М-во образования и науки Российской Федерации, Гос. образовательное учреждение высш. проф. образования "Санкт-Петербургский гос. инженерно-экономический ун-т" ; [редкол.: К. М. Оганян (отв. ред.) и др.].  — СПб. : СПбГИЭУ, 2012. — 138 с. : ил.  ISBN 978-5-9978-0440-4